# Víctor Julio Merchán
Víctor Julio Merchán  (San Antonio del Tequendama, Cundinamarca, 28 de enero de 1909-Viotá, Cundinamarca, 1980) fue un dirigente agrario y político comunista de Colombia. 

## Biografía
Hijo natural de una humilde campesina, se vio forzado a trabajar desde pequeño. Para 1924, a los 15 años, se traslada a Bogotá a trabajar como obrero de construcción en la planta cervecera de Bavaria junto a su hermano mayor, Luis. Para 1926, los hermanos Merchán encabezan la fundación del sindicato de trabajadores de Bavaria, dirigiendo huelgas como la de 1928, en la que lograron las reivindicaciones presentadas a la empresa, con la asesoría jurídica del joven Jorge Eliecer Gaitán. 
Víctor Julio Merchán se vinculó a la célula del Partido Socialista Revolucionario que existía en el sindicato, célula ésta que contaba con el apoyo de Gilberto Vieira White y Rafael Baquero. En 1932, ya dentro del Partido Comunista de Colombia, Merchán es despedido de Bavaria y el PCC le asigna responsabilidades en el trabajo agrario en Mesitas del Colegio y Viotá, donde adquiere gran reconocimiento popular. La región de Viotá, apodada “la Roja”, será el centro del trabajo agrario comunista en Cundinamarca, consolidándose una militancia extendida en las ligas agrarias y sindicatos campesinos. Con el apoyo electoral de dicha región, Merchán resultará electo en continuadas ocasiones para la Asamblea de Cundinamarca en representación del PCC, desde 1943 hasta 1977. Además de esto, Merchán fue el primer secretario de asuntos agrarios de la Confederación de Trabajadores de Colombia (CTC), y dirigente connotado de la Federación Nacional Campesina que dirigía José Gonzalo Sánchez y de la Federación Nacional Sindical Agropecuaria (FENSA).
En el XIII Congreso del PCC (1980), Merchán renunció a sus responsabilidades en la dirección nacional debido a sus múltiples quebrantos de salud. Se retiró entonces a la pequeña parcela que labraba en Viotá, donde murió a principios de la década de 1980.

## Obras en lengua española
- Carlos Arango Z. (1983). Forjadores de la revolución colombiana. Bogotá: Colombia Nueva.

- Datos: Q6165575